# بیا از گذشته حرف بزنیم
مجموعه اپیزودیک بیا از گذشته حرف بزنیم به کارگردانی حمید نعمت‌الله  و نویسندگی معصومه بیات محصول سال۹۶-۸۷ سیما فیلم است.

## قسمت ها
| سال  | نام                    | بازیگران                                                   | داستان |
| ---- | ---------------------- | ---------------------------------------------------------- | --- |
| ۱۳۸۷ | بیا از گذشته حرف بزنیم | ثریا قاسمی،پوراندخت مهیمن،مهین شهابی و محمدرضا حقگو        | کاروانی زیارتی از تهران به مشهد می رود.سه زن مسن که همسرانشان فوت کرده ، در قطار با هم دوست می شوند و هم اتاق شدنشان در هتل سبب پیوند و دوستی بیشتر آنها میشود.برای خانم محمدی در کاروان خواستگار پیدا می شود و او هم واقعیت را به دوستانش می گوید که دادخواست طلاق داده است و شوهرش نمرده است و برای این می خواهد طلاق بگیرد...                                                        |
| ۱۳۹۱ | راه و رسم سفر          | ثریا قاسمی،پوراندخت مهیمن،آزیتا لاچینی                     | خانم باقی که به جای خازنه در سفر قبلی آنها را همراهی کرده، اصرا دارد که دوباره به سفر بروند هر روز با تعریف و توضیح درباره نقطه ای از ایران به سراغ آنها می آید. بالاخره موافقت آنها را جلب می کند اما روزگار به سمتی پیش می رود که هربار با هماهنگ شدن مقدمات کار، مانعی پیش می آید...                                                                                                 |
| ۱۳۹۱ | متولد سی ام اسفند      | ثریا قاسمی،پوراندخت مهیمن،آزیتا لاچینی                     | داستان سه خانم مسن بنامهای محمدی و جواهری و باقی که دوستی دیرینه دارند برای عیادت از یکی از اقوام خانم محمدی مجبور می شوند بعد از سفر به شیراز حالا به شهر شاهرود سفر کنند. آنها به عیادت مریض میروند در حالیکه تولد خانم جواهری نیز در 30 اسفند ماه است. به این ترتیب با بهبودی مریض و جمع اقوام خانم محمدی در شهر شاهرود جشن تولدی مفصل و شلوغ و شاد برای خانم جواهری برگزار میکند... |
| ۱۳۹۲ | به سوی بروجرد          | پوراندخت مهیمن،آزیتا لاچینی،فریده سپاه‌منصور و محمدرضا حقگو | روایتگر داستان سه دوست میانسالی است که پس از مدتها تصمیم می گیرند تا به همراه یکدیگر به مسافرت بروند. آنها پس از تهیه بلیط اتوبوس راهی سفر می شوند اما پیش از آنکه به مقصد خود در بروجرد برسند، مسیرشان به راه های دیگری باز شده و به مکان های تاریخی و دیدنی دیگری می روند که در ابتدا تصمیمی برای بازدید از آنجا را نداشته اند...                                                     |
| ۱۳۹۶ | دوباره تهران           | ثریا قاسمی،پوراندخت مهیمن،آزیتا لاچینی،ایمان صفا           | برای سه دوست مهمان هایی از خارج می آید و آنها برای پذیرایی از آن ها برنامه ریزی می کنند... |
| ۱۳۹۶ | لاله لر                | ثریا قاسمی،پوراندخت مهیمن،آزیتا لاچینی و حمیرا ریاضی       | سه دوست که به تبریز میروند و برایشان اتفاقهای جالبی رخ می دهد... |
| ۱۳۹۶ | طلاتر از نفت           | ثریا قاسمی،پوراندخت مهیمن و آزیتا لاچینی                   | این فیلم درباره سه زن سالمند است که برای سیاحت عازم یزد می شوند و در طول سفر ماجراهایی برایشان رخ می دهد... |
| ۱۳۹۶ | جاده چالوس             | ثریا قاسمی،پوراندخت مهیمن،آزیتا لاچینی                     | |
| ۱۳۹۶ | افسانه قشم             | ثریا قاسمی،پوراندخت مهیمن،آزیتا لاچینی و جمال اجلالی       | سه زن سالمند به قشم می‌روند ماجراهایی که در این سفر برای آنها روی می دهد داستان فیلم را می سازد‌... |

## بازیگران اصلی
| بازیگر           | نقش         | توضیحات                                                     |
| ---------------- | ----------- | ----------------------------------------------------------- |
| مهین شهابی       | مهین خازنه  | در قسمت "بیا از گذشته حرف بزنیم" ایفای نقش کرده است.        |
| ثریا قاسمی       | ثریا جواهری |                                                             |
| آزیتا لاچینی     | منصوره باقی | از قسمت راه و رسم سفر به این گروه اضافه شده است.            |
| پوراندخت مهیمن   | شهین محمدی  |                                                             |
| محمدرضا حقگو     | آقای ناصری  |                                                             |
| فریده سپاه منصور | خانم جواهری | در قسمت"به سوی بروجرد"به جای ثریا قاسمی ایفای نقش کرده است. |

## توضیحات
قسمت اول این مجموعه جوایز بهترین فیلم، فیلمنامه و کارگردانی پنجمین جشنواره فیلم رضوی را در سال ۸۸ از آن خود کرد.
در قسمت دوم این مجموعه (۱۳۹۲-۱۳۹۱)، آزیتا لاچینی جایگزین مهین شهابی گردید.
تا کنون ۹ قسمت از این تله فیلم ساخته شده است.